# رئالیسم کلاسیک
رئالیسم کلاسیک (به انگلیسی: Classical Realism)، یک جنبش هنری در اواخر قرن بیستم و اوایل قرن بیست و یکم است که در آن طراحی و نقاشی ارزش بالایی در مهارت هنری و زیبایی قائل است، ترکیبی از عناصر نئوکلاسیک قرن نوزدهم و واقع‌گرایی در هنر.

## ریشه‌ها

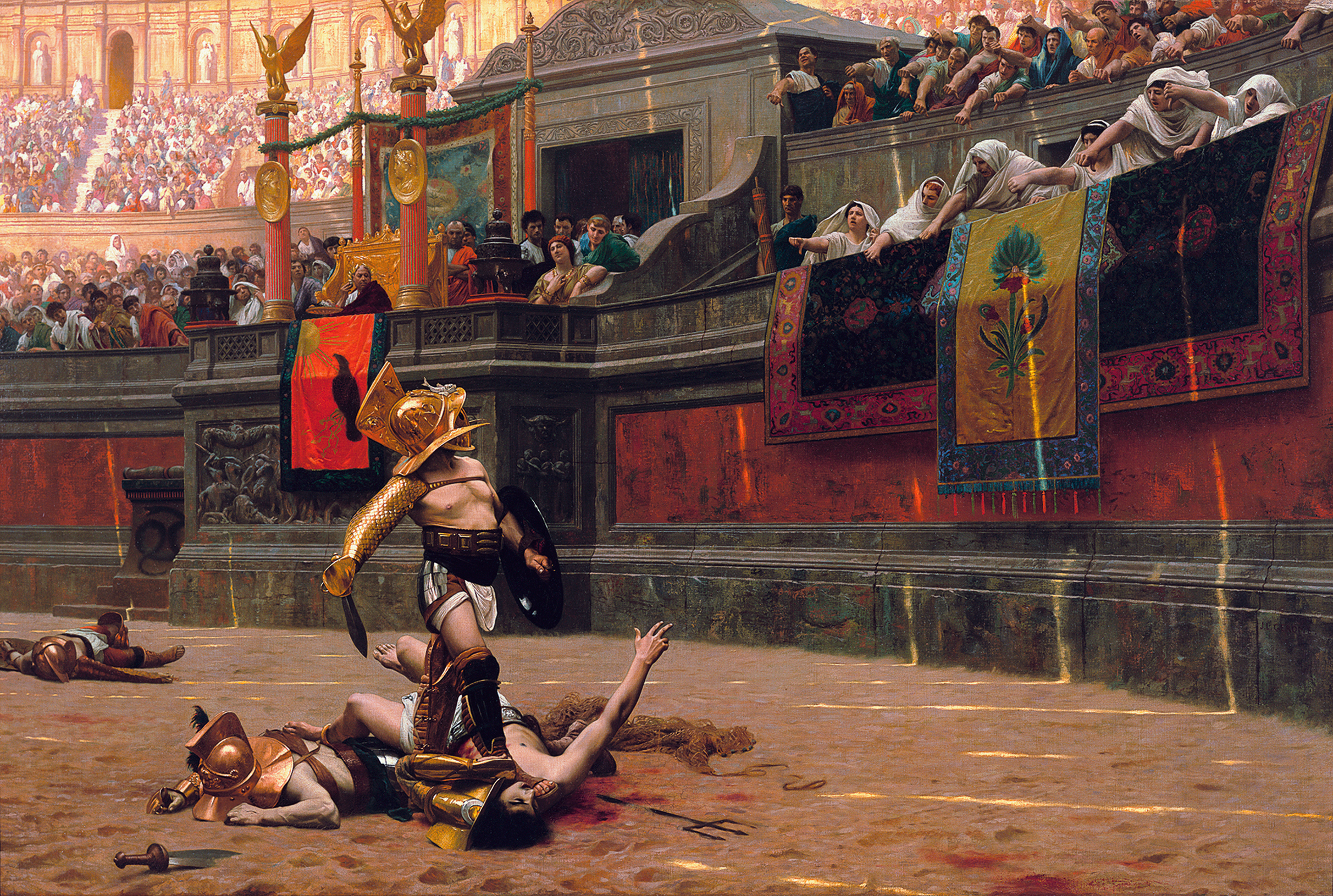
پلیس ورسو (۱۸۷۲)، اثر ژان-لئون ژروم. رئالیسم کلاسیک نسب خود را از ژروم می‌گیرد.

رئالیسم کلاسیک برای اولین بار در نقدی که در سال ۱۸۸۲ از شعر میلتون انجام شد، برای توصیف سبکی ادبی مطرح شد. استفاده از این اصطلاح در هنرهای تجسمی به سال ۱۹۰۵ به نقاشی‌های مازاتچو برمی‌گردد، که به عنوان یک جنبش هنری معاصر (اما سنتی) با ریچارد لاک (۱۹۲۸–۲۰۰۹) که در اوایل دهه ۱۹۵۰ شاگرد ایوز گامل (۱۸۹۳–۱۹۸۱) بود، آغاز شد. ایوز گامل با ویلیام مک‌گرگور پکستون (۱۸۶۹–۱۹۴۱)، و پکستون با هنرمند فرانسوی قرن نوزدهم ژان-لئون ژروم (۱۸۲۴–۱۹۰۴) درس خوانده بود. در سال ۱۹۶۷ لاک «آتلیه لاک» را تأسیس کرد، یک استودیو-مدرسه هنرهای زیبا که الگوبرداری از آتلیه‌های قرن نوزدهم پاریس و آموزشگاه‌های امپرسیونیست‌های بوستون بود. تا سال ۱۹۸۰ او گروه قابل توجهی از نقاشان جوان را تربیت کرد. در سال ۱۹۸۲، آن‌ها یک نمایشگاه سیار از آثار خود و هنرمندان دیگر در سنت هنری که توسط گامل، لاک و شاگردانشان نمایندگی می‌شد، ترتیب دادند. ورن سوانسون، مدیر موزه هنر اسپرینگویل، یوتا، از لاک خواست تا اصطلاحی را ابداع کند که رئالیسم وارثان سنت بوستون را از سایر هنرمندان متمایز کند. اگرچه او تمایلی به برچسب زدن نداشت، اما لاک عبارت «رئالیسم کلاسیک» را انتخاب کرد. این اصطلاح اولین بار در عنوان آن نمایشگاه استفاده شد: رئالیسم کلاسیک: قرن بیستمی دیگر. اصطلاح رئالیسم کلاسیک در ابتدا برای توصیف آثاری بود که طراحی زیبای سنت آکادمیک اروپایی را که توسط ژروم با ارزش‌های رنگی مشاهده شده را با سنت بوستون آمریکایی که توسط پکستون نمونه شده بود، ترکیب می‌کرد.
در سال ۱۹۸۵ آتلیه لاک شروع به انتشار فصلنامه رئالیسم کلاسیک کرد که حاوی مقالاتی بود که توسط ریچارد لاک و شاگردانش برای آموزش و اطلاع‌رسانی به مردم در مورد نقاشی تمثیلی سنتی نوشته شده بود. در سال ۱۹۸۸ لاک و چند تن از همکارانش، انجمن آمریکایی رئالیسم کلاسیک را تأسیس کردند، جامعه‌ای که برای حفظ و ترویج هنرهای نمایشی زیبا سازماندهی شد. این انجمن تا سال ۲۰۰۵ کار کرد و نشریه تأثیرگذار رئالیسم کلاسیک و خبرنامه رئالیسم کلاسیک را منتشر کرد.
یکی دیگر از عوامل اصلی احیای دانش طراحی و نقاشی سنتی، نقاش و مربی هنر تد ست جاکوبز (متولد ۱۹۲۷) است که به دانشجویان در لیگ دانشجویان هنر و آکادمی هنر نیویورک تدریس می‌کرد. اصل و نسب آن‌ها ریشه در آکادمی ژولیان، عصر طلایی تصویرسازی در نیویورک و مدرسه پاریس دارد. در سال ۱۹۸۷ تد ست جاکوبز مدرسه هنری خود را به‌نام مدرسه آلبرت دفوا در فرانسه تأسیس کرد. بسیاری از شاگردان جیکوبز مانند آنتونی رایدر و جیکوب کالینز معلمان تأثیرگذاری شدند و شاگردان خود را آموزش دادند.

## سبک و فلسفه
رئالیسم کلاسیک با عشق به جهان مرئی و سنت‌های بزرگ هنر غرب، از جمله کلاسیسیسم، رئالیسم و امپرسیونیسم مشخص می‌شود. زیبایی‌شناسی جنبش از این جهت کلاسیک است که نظم، زیبایی، هماهنگی و کامل بودن را نشان می‌دهد. رئالیستی است زیرا موضوع اصلی آن از بازنمایی طبیعت بر اساس مشاهدات هنرمند ناشی می‌شود. هنرمندان این ژانر تلاش می‌کنند تا از مشاهده مستقیم طبیعت نقاشی کنند و از استفاده از عکاسی یا سایر وسایل کمکی مکانیکی اجتناب کنند. از این نظر، رئالیسم کلاسیک با جنبش‌های هنری فوتورئالیسم و هایپررئالیسم و همچنین با روش‌های صنعتی که در رشته‌هایی مانند هنر مفهومی استفاده می‌شود، متفاوت است. از نظر سبک، رئالیست‌های کلاسیک از روش‌هایی استفاده می‌کنند که توسط هنرمندان امپرسیونیست و آکادمیک استفاده می‌شود.
نقاشان رئالیست کلاسیک تلاش کرده‌اند تا برنامه‌های درسی آموزشی‌ای را بازسازی کنند که چشم‌های حساس و هنرمندانه و روش‌هایی را برای بازنمایی طبیعت که پیش از هنر نوگرا است، توسعه می‌دهد. آن‌ها به‌دنبال خلق نقاشی‌هایی هستند که شخصی، گویا، زیبا و ماهرانه باشند. موضوع آن‌ها شامل تمام مقوله‌های سنتی در هنر غربی است: فیگوراتیو، منظره، پرتره، ژانر داخلی و خارجی و نقاشی‌های طبیعت بی‌جان.
ایده اصلی رئالیسم کلاسیک این باور است که جنبش‌های هنر مدرن قرن بیستم با اصول و تولید هنر سنتی مخالفت کردند و باعث از بین رفتن کلی مهارت‌ها و روش‌های مورد نیاز برای تولید هنر شدند. مدرنیسم در تضاد با هنری بود که توسط یونانیان تصور شد، و در رنسانس احیا شد و توسط آکادمی‌های قرن نوزدهم و اوایل قرن بیستم ادامه یافت. هنرمندان رئالیست کلاسیک تلاش می‌کنند تا ایده تولید هنری را همان‌طور که به‌طور سنتی درک می‌شد، احیا کنند: تسلط بر یک صنعت به‌منظور ساختن اشیا برای کسانی که آن‌ها را می‌بینند، آن‌ها را خوشحال می‌کند و شرافت بخشد. این مهارت در طراحی، نقاشی یا مجسمه‍سازی موضوعات معاصری که هنرمند در دنیای مدرن مشاهده می‌کند، اعمال می‌شود.
مانند مدل‌های آکادمیک قرن نوزدهمی که از آن‌ها الهام می‌گیرد، این جنبش به‌دلیل امتیاز بالای عملکرد فنی، گرایش به تصویرسازی ساختگی و ایده‌آلی از چهره، و اغراق‌گویی بلاغی در روایت حماسی مورد انتقاد قرار گرفته‌است. مورین مولارکی از نیویورک سان از این سبک به‌عنوان «سبکی معاصر با جذابیت یکپارچه‌سازی با سیستم عامل؛ مانند کرایسلر پی‌تی کروزر» یاد کرد.